# Helcionelloida
Helcionelloida – gromada wymarłych mięczaków, żyjących w okresie kambru.

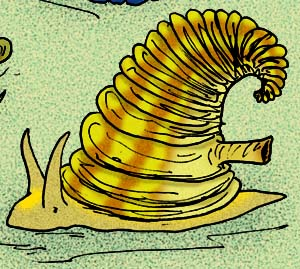
Yochelcionella cyrano

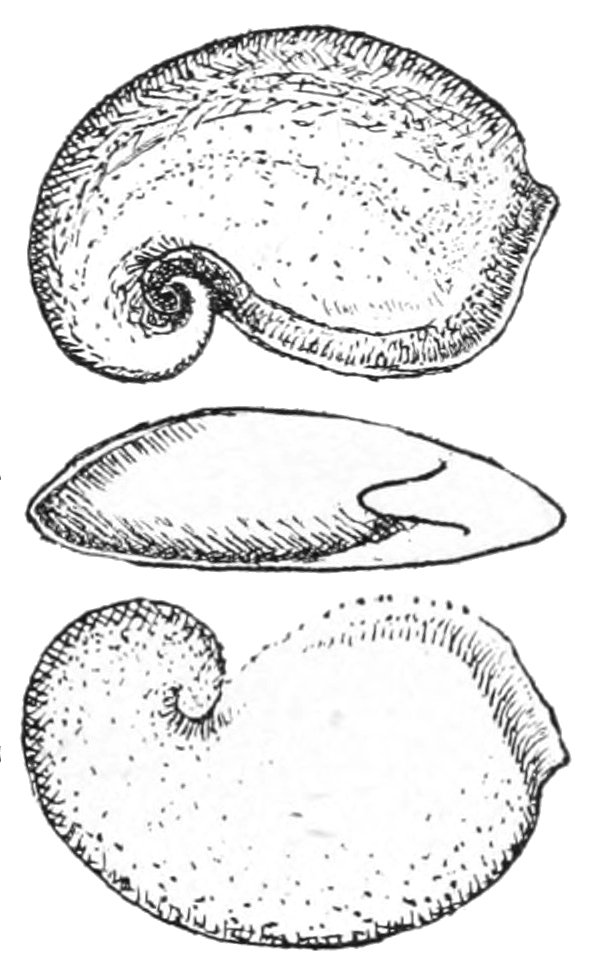
Pelagiella atlantoides